# Elisabeth Riera Morilla
Elisabeth Riera Morilla (27 de juliol de 1990) és una jugadora d'escacs catalana. A la llista d'Elo de la FIDE del maig de 2016, hi tenia un Elo de 1979 punts, cosa que en feia la jugadora número 47 (en actiu) de l'estat espanyol. El seu màxim Elo va ser de 2032 punts, a la llista d'abril de 2006.

## Resultats destacats en competició
El juliol del 2006 es va proclamar campiona d'Espanya de la joventut formant part de la selecció catalana., i al 2005 subcampiona d'Espanya de la joventut, jugant en ambdós casos de primer tauler femení. El 2004 va ser subcampiona de Catalunya femení. Als anys 2005, 2006 i 2007 va proclamar-se Campiona de Catalunya femení. El 2006 va quedar 3ª femenina al Campionat d'Espanya 2008 de Mondariz. El 2008 va ser subcampiona de Catalunya sub-18 i sub-20. Els anys 2014 i 2015 fou campiona de Catalunya Absoluta femení, i subcampiona Absoluta de Catalunya en els anys 2011 i 2012. El març de 2016, a Amposta, fou per tercer any consecutiu campiona de Catalunya Absoluta en derrotar a la darrera ronda a Laura Martin i sumar quatre punts de cinc partides, els mateixos punts que Inmaculada Hernando i Diana Ruth López però amb millor desempat. L'any 2023, Elisabeth Riera es proclama per quarta vegada Campiona Absoluta Femenina de Catalunya a Platja d'Aro.